# Du'Plessis Kirifi
Pas d'image ? Cliquez ici

a Compétitions nationales et continentales officielles uniquement.

b Matchs officiels uniquement.
Dernière mise à jour le 20 août 2025.
Du'Plessis Kirifi, né le 3 mars 1997 à New Plymouth (Nouvelle-Zélande), est un joueur international néo-zélandais de rugby à XV évoluant au poste de troisième ligne aile. Il joue avec la franchise des Hurricanes en Super Rugby depuis 2019, et avec la province de Wellington en NPC depuis 2017.

## Biographie
Du'Plessis Kirifi est né en Nouvelle-Zélande d'un père samoan, Polaiu’amea « Jack » Kirifi, qui est un ancien joueur de rugby passé par le club de Ponsonby à Auckland. Il doit son prénom à l'ancien capitaine et manager des Springboks Morné du Plessis, que son père admirait particulièrement. 
Il commence à jouer au rugby dans sa ville natale de New Plymouth avec son lycée du Francis Douglas Memorial College, ainsi qu'avec le club de Fraser Tech dans le championnat de la région de Waikato,,. Dans ce lycée, il côtoie le futur All Black Jordie Barrett, qui a le même âge que lui,. Kirifi évolue au poste de demi de mêlée jusqu'à ses seize ans, avant de se reconvertir au poste de troisième ligne aile.
Entre 2015 et 2017, il joue avec les équipes jeunes de la province de Waikato. En 2016, il remporte le championnat national des moins de 19 ans avec son équipe. Il joue aussi avec l'équipe Development (espoir) des Chiefs en 2017,. Il manque de peu d'être sélectionné avec l'équipe de Nouvelle-Zélande des moins de 20 ans pour participer au championnat du monde junior 2017, lui étant finalement préféré des joueurs comme Luke Jacobson et Dalton Papali'i.
Estimant manquer d'opportunités pour jouer au plus haut niveau, et encouragé par son ancien coéquipier Jordie Barrett, il décide de rejoindre la province de Wellington en 2017, pour disputer le NPC. Il joue dix rencontres (pour six titularisations) dès sa première saison.
En 2019, après de bonnes performances à l'échelon inférieur, il rejoint la franchise des Hurricanes pour un contrat de deux saisons,. Il fait ses débuts en Super Rugby le 16 février 2019 contre les Waratahs, marquant à cette occasion l'essai de la victoire. Grâce à ses qualités de plaqueurs et de gratteur, et profitant du replacement d'Ardie Savea au poste de n°8, il s'impose rapidement comme un titulaire en puissance. En juillet 2020, il prolonge dans la foulée son contrat avec les Hurricanes et la fédération néo-zélandaise pour trois années supplémentaires.
Pour la saison 2020 de NPC, il nommé capitaine de son équipe de Wellington.
En octobre 2020, il est sélectionné pour la première fois avec les All Blacks par Ian Foster afin de disputer le Tri-nations 2020,. Foster justifie son choix de l'appeler, plutôt que Lachlan Boshier ou Dillon Hunt, en mettant en avant ses qualités physiques et ses talents de gratteurs. Il ne joue cependant aucune rencontre lors de la compétition.
En août 2021, il se rend coupable d'avoir organisé une fête à son domicile, alors que son pays applique un confinement très strict dans le contexte de la pandémie de Covid-19. À la suite de cela, il est contraint par sa fédération de s'excuser publiquement, et se voit suspendu de son rôle de capitaine de Wellington pour une durée d'un match.
Il joue son cinquantième match avec les Hurricanes en mai 2022. En septembre 2022, il prolonge son contrat avec sa franchise jusqu'en 2025.
Début juillet 2025, il connaît sa première cape avec l'équipe de Nouvelle-Zélande face à la France.

## Statistiques en équipe nationale
Au 20 août 2025, Du'Plessis Kirifi compte 4 capes en équipe de Nouvelle-Zélande, dont 2 en tant que titulaire, depuis le 5 juillet 2025 contre l'équipe de France à Dunedin. Il inscrit 1 essai, 5 points.
Avec les All Blacks, il participe à une édition du Rugby Championship, en 2025. Il dispute une rencontre dans cette compétition. 

## Palmarès
- Finaliste du National Provincial Championship en 2019 avec Wellington.
- Vainqueur du National Provincial Championship en 2022 (en) et 2024 avec Wellington.